# 小林美穂 (声優)
小林 美穂（こばやし みほ、11月17日 - ）は、日本の女性声優。プロダクション・エース所属。神奈川県出身。

## 出演作品

### 吹き替え
- エル・コルテス
- カムバック マドンナ〜私は伝説だ（オ・スンへ〈チャン・ヨンナム〉）
- 始皇帝烈伝 ファーストエンペラー（阿若〈ファン・ビンビン〉）
- Z Inc. ゼット・インク（アイリーン・スマイス〈ケリー・フォックス〉）
- 戦場のレクイエム
- 孫子《兵法》大伝（霊越〈スン・ユエ〉）
- ボストン・ストッキング・キラー（スーザン）
- ラスト・リゾート 孤高の戦艦（グレース・シェパード大尉〈デイジー・ベッツ〉[1]）
- レディプレジデント〜大物（ワン・ジョンギ〈チャン・ヨンナム〉）

- 【パブリックドメインDVD版】
  - 赤い靴（ボロンスカヤ）
  - 雨に唄えば
  - イヴの総て
  - オール・ザ・キングスメン（アン）
  - カサブランカ（イボンヌ）
  - 巨星ジークフェルド
  - グランド・ホテル（フレムフェン）
  - 市民ケーン（スーザン）
  - 断崖
  - 地上最大のショウ（フィリス）
  - バグダッドの盗賊（王女）
  - 若草物語（メグ）
  - わが谷は緑なりき（アンハード）
  - 我が家の楽園（エシー）
  - 私を野球に連れてって（シャーリー）
  - 我等の生涯の最良の年

### ナレーション
- テフロン（キャンペーンCM）

### TVCM
- ソニー損保

### 携帯電話コンテンツ
- ニュースの樹（レギュラーキャスター）